# Groenrugdwergspecht
De groenrugdwergspecht (Picumnus olivaceus) is een vogel uit de familie Picidae (spechten).

## Verspreiding en leefgebied
Deze soort komt voor van Guatemala tot noordwestelijk Peru en telt zes ondersoorten:
- P. o. dimotus: oostelijk Guatemala tot oostelijk Nicaragua.
- P. o. flavotinctus: van Costa Rica tot noordwestelijk Colombia.
- P. o. olivaceus: noordelijk en westelijk Colombia.
- P. o. eisenmanni: noordoostelijk Colombia en noordwestelijk Venezuela.
- P. o. tachirensis: het noordelijke deel van Centraal-Colombia en zuidwestelijk Venezuela.
- P. o. harterti: zuidwestelijk Colombia en westelijk Ecuador.

## Status
De grootte van de populatie is in 1996 geschat op 0,5-5 miljoen volwassen vogels. Op de Rode lijst van de IUCN heeft deze soort de status niet bedreigd.